# Kazuko
Kazuko ist ein weiblicher Vorname japanischer Herkunft.
In der Schreibweise 和子 bedeutet er „Frieden“ (japanisch 和) und „Kind“ (子). Eine männliche Form zu Kazuko ist Kazuo. Das Namenswörterbuch ENAMDICT kennt über hundert weitere Schreibweisen des Namens in unterschiedlichen Bedeutungen.

## Verbreitung
Der Name wird in Deutschland und in den USA nur äußerst selten vergeben. In der Schweiz tragen 21 Personen diesen Namen (Stand 2022).

## Bekannte Namensträgerinnen
- Kazuko Miyamoto, (* 1942), japanisch-amerikanische Künstlerin
- Kazuko Ono (* 1946),  japanische Badmintonspielerin
- Kazuko Saegusa (1929–2003), japanische Schriftstellerin
- Kazuko Sawamatsu (* 1951), japanische Tennisspielerin
- Kazuko Takamine (* um 1960), japanische Badmintonspielerin
- Kazuko Yamaizumi (geb. Kazuko Ito; 1935–2024), japanische Tischtennisspielerin